# Pselliophora binghami
Pselliophora binghami är en tvåvingeart som beskrevs av Edwards 1921. Pselliophora binghami ingår i släktet Pselliophora och familjen storharkrankar.
Artens utbredningsområde är Myanmar. Inga underarter finns listade i Catalogue of Life.